# Volksschule Bernhardtstal

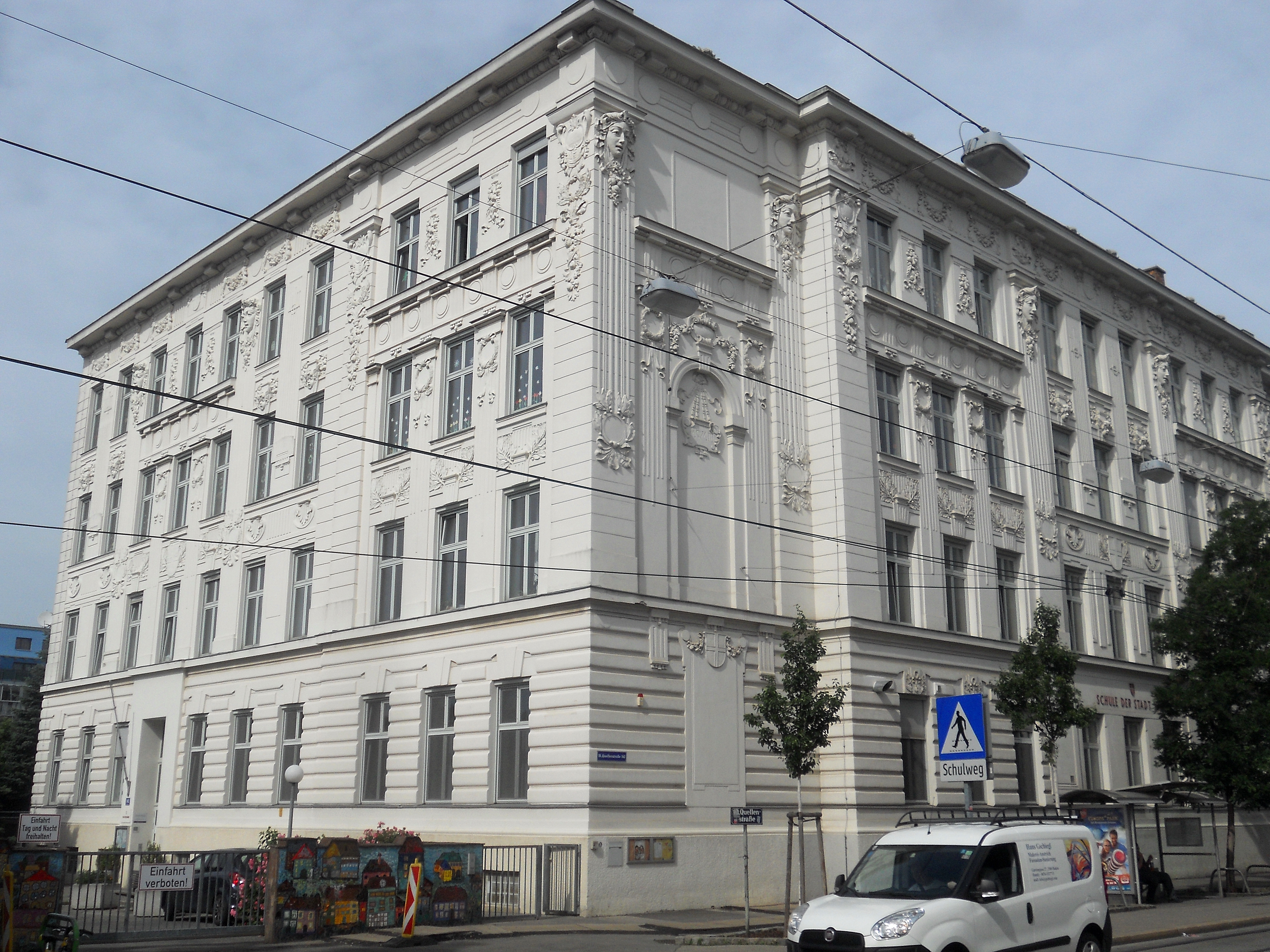
Volksschule Bernhardtstal

Die Volksschule Bernhardtstal ist eine Volksschule in der Bernhardtstalgasse im 10. Bezirk Favoriten in Wien.
Die Volksschule in der Quellenstraße 142 Ecke Bernhardtstalgasse/Sonnleithnergasse wurde 1903 als freistehender Ständerbau mit einem angrenzenden Schulgarten errichtet und zeigt an der Fassade ein reiches secessionistisches Reliefdekor im Stil der Wiener Secession und steht unter Denkmalschutz.
Die Schule wurde mit 2014 für die ersten Klassen als Ganztagsschule eingerichtet und bietet für alle derzeit 23 Klassen eine Nachmittagsbetreuung an.
Bis zum Jahre 2020 wird die Schule um 14 Klassen von jetzt ~500 auf ~850 Schüler erweitert. Die zusätzlichen Klassenräume, ein technischer Werkraum und ein Gymnastiksaal werden in einem Zubau untergebracht.
Bernhardtstal erinnert an einen ehemaligen Vorort von Wien, welcher bei der Zweiten Wiener Türkenbelagerung (1683) zerstört wurde.